# Günther Vulpius
Günther Vulpius (* 28. September 1904 in Heidelberg; † 1985) war ein deutscher Schauspieler, Dramaturg und literarischer Übersetzer.

## Biografie
Vulpius studierte zunächst Germanistik in Heidelberg, wo er 1930 mit einer Studie über Das mimische Element bei Richard Wagner zum Dr. phil. promoviert wurde.
Anschließend besuchte er die Theaterakademie in Karlsruhe. Am dortigen Staatstheater gab er 1932 sein Bühnendebüt als Schauspieler. Es folgten Engagements an den Städtischen Bühnen Heidelberg und Baden-Baden sowie am English Theatre in Berlin.
Daneben arbeitete Vulpius als Synchron- und Rundfunksprecher (v. a. beim Südwestfunk in Baden-Baden).
Ein reiches Betätigungsfeld fand der Germanist Vulpius jedoch ab 1950 als literarischer Übersetzer. In dieser Funktion besorgte er unter anderem die deutschen Fassungen von Henri Troyats Auf ihren eigenen Wegen (1967), Roger Chateauneus Hochöfen (1965) und Henri Boscos Der Esel mit der Samthose (1954). Besondere Verbreitung finden seine Übersetzungen der Angélique-Romane von Anne Golon (Angélique, 1956; Angélique und der König, 1959; Unbezähmbare Angélique, 1961) sowie von Roger Peyrefittes kontrovers diskutiertem Roman Heimliche Freundschaften.